# مقتل زاكري هاموند
حدث قتل زكريا هامند في 26 يوليو 2015 في سينيكا (كارولائنا الجنوبية). حيث قُتل هامند (19 سنة) الذي كان يركب عربته خلف مطبخ هارديز في نحو الساعة الثامنة مساءا على يد الشرطة، وكان هامند غير مسلح ومع ذلك فقد أطلق ملازم الشرطة مارك تلر النار عليه مرتين وقتله.
كان الملازم مارك تلر (32 سنة) يعمل في شرطة سينيكا منذ سنة 2010 في إنفاذ القانون.